# 424 î.Hr.

## Decese
- Artaxerxes I, al șaselea rege din dinastia Ahemenizilor (n. ?)

## Legături externe
Materiale media legate de 424 î.Hr. la Wikimedia Commons